# ميكي هارت (ممثل)
ميكي هارت (بالفرنسية: Mickey Hardt)‏ هو لاعب تايكوندو وعارض وممثل لوكسمبورغي، ولد في 27 مارس 1969 في Sorengo ‏ في سويسرا.

## أعمال

### أفلام
- (2014) الجميلة والوحش[5][6]

## وصلات خارجية
- الموقع الرسمي
- ميكي هارت على موقع IMDb (الإنجليزية)
- ميكي هارت على موقع ألو سيني (الفرنسية)
- ميكي هارت على موقع أول موفي (الإنجليزية)
- ميكي هارت على موقع قاعدة بيانات الفيلم (الإنجليزية)
- ميكي هارت على موقع كينوبويسك (الروسية)